# Хавса
Хавса (на турски: Havsa) е град, околийски и общински център в Източна Тракия, Северозападна Турция, вилает Одрин (Едирне), разположен източно от град Одрин.

## История
В 19 век Хавса е център на Хавсенска кааза на Одринския вилает на Османската империя. Според „Етнография на вилаетите Адрианопол, Монастир и Салоника“, издадена в Константинопол в 1878 година и отразяваща статистиката на населението от 1873 Хафса (Hafsa) е село със 170 домакинства и 250 мюсюлмани и 490 българи..
Според статистиката на професор Любомир Милетич в 1912 година в Хавса живеят 120 български патриаршистки семейства, смесени с турци.
Според преброяването от 2009 година Хавса има население от 8628 души.